# Patrik Liljestrand
Patrik Liljestrand   (Uddevalla, 25 de gener de 1966) és un jugador d'handbol suec, ja retirat, guanyador d'una medalla olímpica. Jugava de porter.
El 1992 va prendre part en els Jocs Olímpics de Barcelona, on guanyà la medalla de plata en la competició d'handbol. Amb la selecció nacional sueca jugà un total de 21 partits en què no marcà cap gol.
A nivell de clubs jugà a l'IFK Ystad, amb qui va guanyar la lliga sueca de 1992, Drammen HK, GF Kroppskultur, Stord IL i HSG Nordhorn, on es retirà el 2001. Una vegada retirat passà a exercir d'entrenador en diversos equips suecs, noruecs, alemanys i polonesos.